# 巣鴨バラエティ横丁
巣鴨バラエティ横丁（すがもばらえてぃよこちょう）は、関東地方の独立UHF局にて放送されていたテレビドラマである。全13話。製作は京やプロダクション。

## あらすじ
巣鴨にある鮮魚店「魚卯」を舞台に繰り広げられる人情喜劇。

## キャスト
- うえお（愛うえお [ジッチャンズ]）

鮮魚店「魚卯」の店主。
- 美香（上月美香）

うえおの娘。
- なべ（なべかずお [ビックボーイズ]）

乾物屋の店主。美香のことが好き。
- 児童劇の芸人（なすのもんた [ジッチャンズ]）
- 三田村夏子（三田村夏子）

演歌歌手。
- 刑事(つくえ朗央 [ジッチャンズ])
- 羽生（羽生愁平 [ビックボーイズ]）

喫茶店の店主。「～ござる」が口癖。
- めざし（わせなつみ）

飼い猫。
- ししゃも（不明）

飼い犬。

## 放送時間
- チバテレビ - 2007年5月3日～7月26日 毎週木曜日8:30～9:00 [途中で打ち切り]
- テレ玉 - 2007年8月4日～9月29日 毎週土曜日6:00～6:30

### タイトルとゲスト
- 第1話 「頑固親父とノラ猫と」
- 第2話 「頑固親父とキラーカーン」 キラーカーン
- 第3話 「蛍宿騒動」 岸野猛
- 第4話 「頑固親父の目に涙」 真木淳、青木チャンス
- 第5話 「寅さん 登場?」 原一平、橘家竹蔵
- 第6話 「人情横丁に怪人物」 松鶴家千とせ
- 第7話 「見果てぬ夢」  真木淳、岸野猛
- 第8話 「巣鴨で水害」
- 第9話 「金のなる木」
- 第10話
- 第11話
- 第12話
- 第13話